# Thieves Like Us
Thieves Like Us er en Pop-trio fra Sverige.
| Musikgruppe | Spire Denne artikel om en svenske musikgruppe er en spire som bør udbygges. Du er velkommen til at hjælpe Wikipedia ved at udvide den. |